# پاناسونیک لومیکس دیام‌سی-اف‌زد۱۸
پاناسونیک لومیکس دیام‌سی-اف‌زد۱۸ (به انگلیسی: Panasonic Lumix DMC-FZ18) یک دوربین عکاسی ساخت شرکت پاناسونیک است.